# Francesco Oberholtzer
Francesco Oberholtzer (Roma, 1828 – Roma, 1891) è stato un militare e ingegnere svizzero, Alabardiere della Guardia Svizzera e in seguito Ufficiale di Artiglieria e del Genio militare dell'Esercito dello Stato Pontificio.
In questi ruoli è stato uno dei protagonisti delle ultime fasi di vita dello Stato Pontificio stesso, avendo svolto il ruolo di Direttore dei lavori per le fortificazioni di Roma nell'estate 1870 e poi, dopo la sconfitta militare (Presa di Roma), membro della Commissione Paritetica per la Smobilitazione, dopo la quale ha continuato la sua vita da civile come ingegnere e progettista.

## Biografia

### La vita privata
Nasce a Roma il 19 gennaio 1828, figlio secondogenito di Gaspare Oberholtzer e di Irene Pentenè, in una famiglia che serve nelle Guardie Svizzere fin dal trisavolo Joseph Oberholtzer, arrivato a Roma da Eschenbach (Cantone di San Gallo) nel 1719. Francesco, sostituendo il fratello Luigi, entra nella Guardia come Alabardiere (1 novembre 1845) ma si congeda tre anni dopo (31 dicembre 1848) per entrare nell'Accademia militare dell'Esercito pontificio, preferendo egli seguire gli studi di Ingegneria ed utilizzare quelli per meglio servire lo Stato e l'Armata.
Nel 1856, a 28 anni, sposa la ventiquattrenne Maria Cleofe, figlia del marchese Giulio Especo y Vera, anch'egli alto ufficiale dell'Artiglieria Pontificia, molto popolare nell'Esercito pontificio perché protagonista di parecchie operazioni militari, in particolare della difesa di Ancona del 1849 contro l'invasione austriaca. Anche la moglie Geltrude Confalonieri e la figlia Maria Cleofe, in prima persona parteciparono a quelle operazioni, cooperando strettamente con la struttura di pronto soccorso predisposta per il recupero e cura dei feriti.
Dal matrimonio di Francesco Oberholtzer con Maria Cleofe nascono quattro figli: Publio nel 1858, Giulia nel 1860, Emilia nel 1862 e Paolo Emilio nel 1864. Purtroppo, in occasione della nascita di quest'ultimo, per intervenute complicazioni, a 32 anni, Maria Cleofe muore.
Nel dicembre 1869 entra a far parte della Commissione geodetica pontificia, composta da astronomi ed ingegneri militari e presieduta dal Direttore dell'Osservatorio del Collegio romano padre Angelo Secchi, per la misura della base trigonometrica dello Stato, in collaborazione con analoghe commissioni a livello europeo. Nel marzo del 1870 la Commissione approva il suo progetto per la Torre che poi diventerà la Stazione geodetica di Monte Mario, cioè il Meridiano di Roma.
Nel 1870, al crollo dello Stato pontificio ed al conseguente disfacimento dell'Esercito, opta per non continuare la sua carriera nell'Esercito italiano e si dà alla professione di Ingegnere ed all'insegnamento.
Tra i tanti lavori eseguiti (in special modo opere pubbliche sulla gestione delle acque) si annovera una serie di progetti relative alla sistemazione della foce del fiume Tevere e per la costruzione di un porto utile per la città di Roma. Tra le proposte sono compresi tre suoi libri dedicati all'argomento:
- Le foci del Tevere. Note dell'ingegnere prof- Francesco Oberholtzer, romano, Roma, Tipografia GB Paravia e Comp., 1875.
- Porto di mare a Roma - sistemazione del Tevere e ristoramento dell'agro romano - Progetto di massima del prof. Francesco Oberholtzer, Roma, Tip. Romana, 1876.
- Sistemazione del Porto Canale di Fiumicino. Progetto di massima del prof. Francesco Oberholtzer, ingegnere romano, Roma, 1878.

ed una iniziativa di discussione parlamentare.

Nel giugno del 1873 diventa membro permanente della Commissione geodetica italiana per la Misura dei Gradi in Europa. Da allora partecipa ai lavori di tutte e quattro le Conferenze Geodetiche internazionali seguenti (Dresda 1874, Stoccarda 1877, Monaco 1880, Roma 1883).
Nel 1878 gli viene assegnata una menzione onorevole nella Classe 66 – Materiali e processi del genio civile, lavori pubblici e architettura all'Esposizione Universale di Parigi.
Nel 1881 esce dall'insegnamento (Istituto Tecnico) ma continua la sua carriera di Ingegnere progettista.
Nel 1888 pubblica  Roma porto di mare. (1873-1887). Progetto (memoria esplicativa con pianta generale), Roma, Tip. F.lli Pallotta., per il quale, l'anno seguente (1889) ottiene la medaglia d'oro all'Esposizione universale di Parigi.
Muore nel 1891 a Roma.

### La carriera militare
La carriera militare di Francesco Oberholtzer si svolge nel periodo centrale del secolo XIX ed attraversa direttamente (o indirettamente, tramite il suocero Giulio Especo y Vera) molte fasi del Risorgimento italiano: la Repubblica romana (1849), la lotta contro l'invasione austriaca (1849-1859), la guerra con i Piemontesi (1860), il brigantaggio postunitario scatenato (almeno parzialmente) da Francesco II Borbone e dal crollo del Regno delle Due Sicilie, che si diffuse anche in territorio pontificio (1860-1870), il tentativo insurrezionale di Mentana (1867) e, infine, la presa di Roma da parte dell'Esercito italiano.
Le date principali della sua carriera militare sono state:
- 1846-1848, inizia diciottenne come Alabardiere nella Guardia Svizzera;
- 1849-1851, Allievo Ufficiale nell'Artiglieria dell'Esercito Pontificio;
- 1 agosto 1851, nomina a Sottotenente di Artiglieria;
- 16 agosto 1854, nomina a Tenente di 2ª Classe;
- 1 gennaio 1859, nomina a Tenente di 1ª Classe;
- 12 maggio 1860, nomina a Capitano di 2ª Classe. Con questo grado partecipa alla Battaglia di Castelfidardo contro l'Esercito sardo. Per questo viene insignito della Medaglia Pro Petri sede  (Medaglia di Castelfidardo);
- 1 luglio 1861, nomina a Capitano di 1ª Classe;
- 1 gennaio 1866, entra nello Stato Maggiore del Genio pontificio, fin dal momento dello scorporo di questo reparto specialistico dall'Artiglieria con la conseguente organizzazione autonoma, operazione voluta dal Generale Hermann Kanzler, comandante in capo dell'Esercito pontificio e proministro delle Armi;
- 3 novembre 1867, partecipa alla Battaglia di Mentana. Per questo è insignito della Croce d'argento Fidei et Virtuti (Croce di Mentana);
- 16 novembre 1867, nomina a Maggiore del Genio, presso lo Stato Maggiore;
- 1869-70, è responsabile, sotto la guida del Colonnello Giorgio Lana, comandante del Genio Pontificio, in qualità di Direttore dei Lavori, delle fortificazioni della Città di Roma;
- 20 settembre 1870, l'Esercito italiano entra in Roma e la occupa militarmente;
- 21 settembre 1870 - 8 novembre 1870, Incaricato, insieme al ten. Col. Azzarelli dell'Artiglieria ed a Munari dell'Intendenza e con tre Ufficiali Italiani, nella Commissione (paritetica) che esegue la smobilitazione dell'Esercito pontificio. Quando la Commissione finisce i lavori, il Maggiore Francesco Oberholtzer, come una gran parte degli Ufficiali superiori pontifici, opta per non entrare nell'Esercito Italiano;
- 15 febbraio 1871, a 43 anni, dopo 25 anni di servizio, finisce formalmente la sua carriera militare con il riconoscimento della pensione da parte dello Stato italiano, come normato dal trattato di pace firmato dopo la resa.

### Libri specifici sull'argomento trattato
cioè testi che contengono descrizioni esplicite di fatti inerenti alla vita e le opere di Francesco Oberholtzer o dei suoi congiunti, in particolare del padre Gaspare Oberholtzer, del suocero ten. Colonnello marchese Giulio Especo y Vera, della suocera Geltrude Confalonieri, della moglie Maria Cleofe.
- AA. VV., Almanacco letterario, scientifico, giudiziario, commerciale, artistico, teatrale, etc: raccolta di circa 10.000 indirizzi ed altre interessanti notizie per comodo di ogni classe di persone, Roma, Tipografia de' Classici, 1841.
- Nicola Roncalli, Cronaca di Roma: Volumi I, II, III, IV - 1844-1861, Roma, Istituto per la storia del Risorgimento italiano, 1972, ISBN non esistente.
- Carlo Rusconi, La repubblica romana del 1849, Capolago, Tip. Elvetica, Torino, Libreria Patria coeditrici, 1852.
- Marco Severini, La Repubblica romana del 1849, Venezia, Marsilio, 2011, ISBN 978-88-317-0803-6.
- Bonaventura Zanelli, Gli assedi d'Ancona nel 1799, nel 1849 e nel 1860, Roma, Voghera, estratto da Rivista Militare Italiana, 1878.
- Gualtiero Santini, Diario dell'assedio e difesa di Ancona nel 1849, l'Aquila degli Abruzzi, Officine grafiche Vecchioni, 1925.
- Stato pontificio Ministero delle armi, Modificazioni ed aggiunte apportate al piano organico dell'11 giugno 1850: tanto per i quadri di formazione dei differenti corpi costituenti le truppe indigene di linea quanto per le relative tariffe dei soldi ed accessorj non che delle masse e ciò in forza di sovrana approvazione del giorno 31 maggio 1852, Roma, Tip. della Rev. Cam. Apost., 1852.
- AA. VV., Almanacco romano ossia Raccolta dei primari dignitari e funzionari della Corte romana pel 1855: d'indirizzi e notizie di pubblici e privati stabilimenti, dei professori di scienze, lettere ed arti, dei commercianti, artisti ec. ec, Roma, Tip. Chiassi. Contiene inoltre annotazioni a mano recanti statistiche sulla popolazione ecclesiastica di Roma, 1855.
- AA. VV., Giornale militare officiale: anno 1866, Roma, Tipografia della Rev. cam. Apostolica, 1866.
- AA. VV., Libro per tutti ossia guida civile artistica commerciale & della città di Roma per l'anno 1866, Roma, Tip. G. Aurelj, 1866.
- AA. VV., Annuario pontificio : 1867, Roma, Tipografia della R. C. A., pubblicato il 22 dicembre 1866, 1866.
- AA. VV., Annuario militare pontificio: anno 1867, Roma, Tipografia della Reverenda Camera Apostolica, 1867.
- Mario Cignoni, Il marchese Giulio Especo (1801-1883), Roma, Gruppi Biblici Universitari, 1992, ISBN non esistente.
- Costantino Sigismondi, Meridiani e Longitudini a Roma, Roma, numero speciale del Semestrale di Studi e Ricerche di Geografia, Università di Roma La Sapienza, Facoltà di Lettere, Dipartimento di Geografia umana. 2006(2), 2006, ISBN non esistente.
- Daniel Ponziani, La Breccia di Porta Pia nella testimonianza inedita di Giorgio Lana, ufficiale pontificio, Roma, Articolo comparso in Rassegna storica del Risorgimento, anno XCII, Fasc. I, Gennaio - Marzo 2005 - Ed. Istituto per la storia del Risorgimento italiano, 2005.
- Attilio Vigevano, La fine dell'Esercito pontificio, Roma, Stab. poligr. per l'amministrazione della guerra, 1920. Copia anastatica stampata da Ermanno Albertelli Editore, 1994, ISBN 88-85909-95-7.

### Libri di inquadramento generale
- Charles Victor Prevot Arlincourt, L'Italia rossa, Storia delle rivoluzioni di Roma, Napoli, Palermo, Messina, Firenze, Parma, Modena, Torino, Milano e Venezia. Dall'esaltazione del papa Pio IX. nel giugno 1846 sino al di lui ritorno nella sua capitale in aprile del 1850, Livorno, Tip. G. Antonelli e c., 1851.
- Carlo Bartolini, Il brigantaggio nello Stato pontificio: cenno storico-aneddotico dal 1860 al 1870, Roma, Stabilimento Tipografico dell'Opinione. Ristampa anastatica Arnaldo Forni Editore 2010, 1897.
- Hermann Kanzler, Rapporto alla Santita di Nostro Signore Papa Pio IX felicemente regnante sulla invasione dello Stato pontificio nell'autunno 1867, Roma, la Civiltà Cattolica, 1868.
- Luigi Pila Carocci, La milizia pontificia: dissertazione letta nell'Accademia degli Arcadi nella tornata del 30 gennaio 1868, Torino e Roma, Torino Tip. Poliglotta, Roma Tip. Pontificia, 1869.
- Aldo De Jaco, Antistoria di Roma capitale: cronaca inedita dell'Unità d'Italia, Roma, Editori riuniti, 1970.
- Alberto Mario Banti, Il Risorgimento italiano, Roma], GLF editori Laterza, 2008, ISBN 978-88-420-8574-4.
- Giovanni Sale, L'unita d'Italia e la Santa Sede, Milano, Jaca Book, 2010, ISBN 978-88-16-40974-3.
- AA. VV., Storia di Roma: dalla fondazione all'inizio del terzo millennio: i ventotto secoli di una città unica al mondo che ha dettato nel tempo un suo inconfondibile stile di vita, Roma, Roma, Newton & Compton, 2004. Pagg. 1434, 2008, ISBN 978-88-8289-924-0.